# PLA2G5
PLA2G5 (англ. Phospholipase A2 group V) – білок, який кодується однойменним геном, розташованим у людей на короткому плечі 1-ї хромосоми.  Довжина поліпептидного ланцюга білка становить 138 амінокислот, а молекулярна маса — 15 674.
| 10         |  | 20         |  | 30         |  | 40         |  | 50         |
| ---------- |  | ---------- |  | ---------- |  | ---------- |  | ---------- |
| MKGLLPLAWF |  | LACSVPAVQG |  | GLLDLKSMIE |  | KVTGKNALTN |  | YGFYGCYCGW |
| GGRGTPKDGT |  | DWCCWAHDHC |  | YGRLEEKGCN |  | IRTQSYKYRF |  | AWGVVTCEPG |
| PFCHVNLCAC |  | DRKLVYCLKR |  | NLRSYNPQYQ |  | YFPNILCS   |  |            |

A: Аланін

C: Цистеїн

D: Аспарагінова кислота

E: Глутамінова кислота

F: Фенілаланін

G: Гліцин

H: Гістидин

I: Ізолейцин

K: Лізин

L: Лейцин

M: Метіонін

N: Аспарагін

P: Пролін

Q: Глутамін

R: Аргінін

S: Серин

T: Треонін

V: Валін

W: Триптофан

Кодований геном білок за функцією належить до гідролаз. 
Задіяний у таких біологічних процесах як метаболізм ліпідів, деградація ліпідів. 
Білок має сайт для зв'язування з іонами металів, іоном кальцію. 
Секретований назовні.